# Giuseppe Reale
Giuseppe Reale (Maratea, 12 giugno 1918 – Reggio Calabria, 16 maggio 2010) è stato un politico italiano.

## Biografia
Intellettuale prestato alla politica, militò per anni nella Democrazia Cristiana. Impegnato nel mondo cattolico, vicino al vescovo Ferro, venne eletto deputato nelle file della Democrazia Cristiana nel 1958 e venne riconfermato fino alla VI Legislatura.
Si impegnò per la creazione dell'Accademia di Belle Arti, per la trasformazione ed il potenziamento dell'aeroporto di Reggio (prima solo militare e poi anche civile), per l'Università. Si ricorda un suo sciopero della fame per protestare in occasione dell'assegnazione del capoluogo a Catanzaro.
Fu sindaco di Reggio Calabria per soli sei mesi nel 1993, nel turbolento periodo politico che seguì all'arresto e alle rivelazioni di Agatino Licandro.
Europeista convinto, pubblicò la rivista Parallelo 38 della omonima casa editrice per i tipi della Officina Grafica di Villa San Giovanni.
È stato fondatore, rettore, e presidente onorario dell'Università per stranieri "Dante Alighieri" di Reggio Calabria.
È stato cofondatore della sezione di Reggio Calabria del Centrum Latinitatis Europae.
Giuseppe Reale è morto il 16 maggio 2010 all'età di 91 anni